# Sydney Walsh
Sydney Walsh (Manhattan, Nueva York, 6 de junio de 1961) es una actriz estadounidense, reconocida por su papel como Maureen "Mo" DeMottv en la serie de televisión Hooperman.
También ha realizado apariciones en populares series de televisión como The Twilight Zone, T. J. Hooker, Hunter, Who's the Boss?, Equal Justice, The Young Riders, Murder, She Wrote, Lois & Clark: The New Adventures of Superman, Beyond Belief: Fact or Fiction y The Practice.
En 1990 apareció en el drama policíaco de la ABC Sunset Beat. Hizo parte del elenco regular de la serie Daddy Dearest y apareció recurrentemente en las series Melrose Place y The Young and the Restless.
Algunos de sus créditos en cine incluyen a American Gun, Auggie Rose, Point Break, Three Men and a Little Lady y A Nightmare on Elm Street 2: Freddy's Revenge.
Walsh ha sido docente de actuación en The Acting Corps en Hollywood, California. Es una alumna del Williams College.